# Paraznó
Paraznó (1899-ig Prasznó, szlovákul: Praznov) Vágbeszterce városrésze Szlovákiában, a Zsolnai kerület Vágbesztercei járásában.

## Fekvése
Vágbeszterce központjától 7 km-re keletre fekszik.

## Története
A 18. század végén Vályi András így ír róla: „PRASZNO. Tót falu Trentsén Vármegyében, földes Ura Gróf Szapáry Uraság, lakosai katolikusok, fekszik Vág-Besztertzéhez közel, mellynek filiája; határja ollyan, mint Precsiné, második osztálybéli.”
Fényes Elek 1851-ben kiadott geográfiai szótárában így ír a faluról: „Praznov, tót falu, Trencsén vmegyében, Beszterczéhez 1 fertály, 391 kath. lak. F. u. b. Balassa, gr. Szapáry. Ut. p. Zsolna.”
1910-ben 378, túlnyomórészt szlovák lakosa volt. 1920-ig Trencsén vármegye Vágbesztercei járásához tartozott.
1980-ban csatolták Vágbesztercéhez.

## Kultúra
- Paraznói Népművészeti Napok (augusztusban)

## Külső hivatkozások
- Paraznó Szlovákia térképén

## Lásd még
- Vágbeszterce
- Alsóhidas
- Felsőhidas
- Kisfarkasd
- Milohó
- Nemeskvassó
- Podmanin
- Sebestyénfalva
- Vágalja
- Vághéve
- Vágváralja
- Vágzsigmondháza